# ATTAC
Format:Infobox non-profit

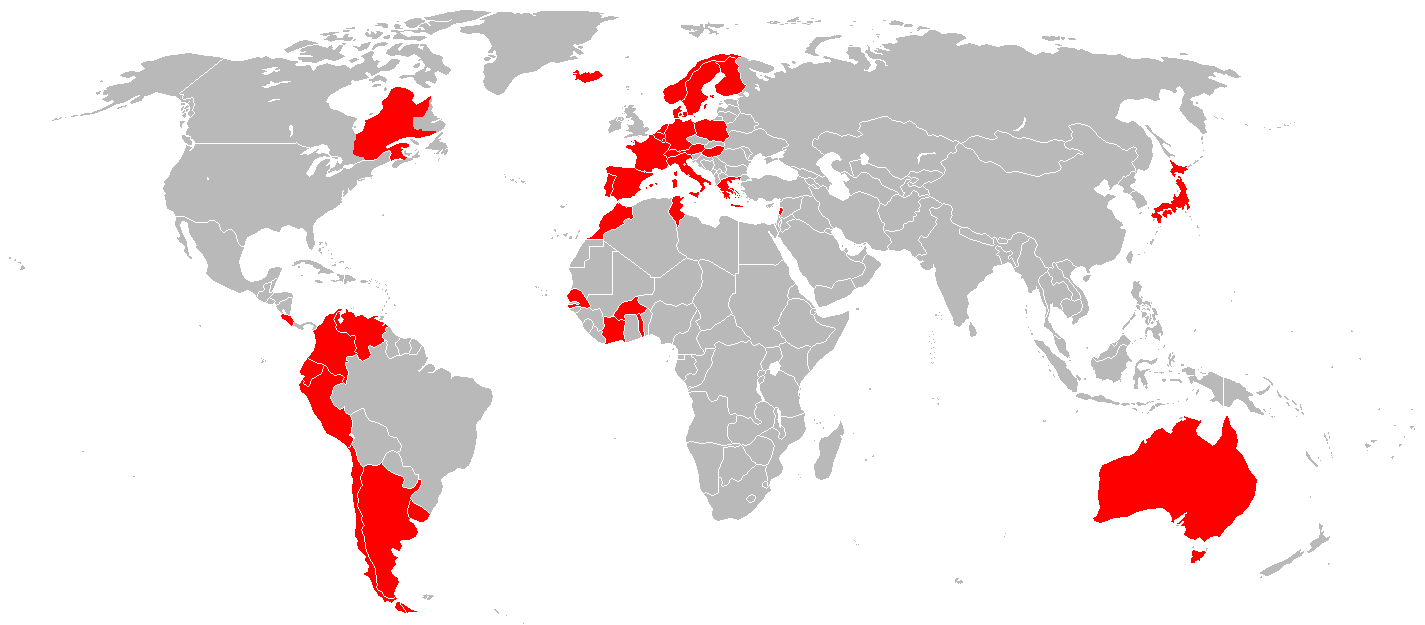
Țări ale lumii care au o ramură locală a organizației non-profit ATTAC

ATTAC (ATTAC - Association pour la Taxation des Transactions pour l'Aide aux Citoyens, Asociația pentru taxarea tranzacțiilor în scopul ajutării cetățenilor) este o organizație activistă care are drept scop introducerea unei taxe asupra tranzațiilor de schimb internațional.